# ARM Cortex-A34
ARM Cortex-A34는 ARM Ltd.가 설계한 ARMv8.2-A 64비트 명령어 집합을 구현하는 저전력 중앙 처리 장치이다.

## 라이선스
Cortex-A34는 SIP 코어로 라이선스 사용자에게 제공되며, 설계는 다른 SIP 코어(예: GPU, 디스플레이 컨트롤러, DSP, 이미지 프로세서 등)와 통합되어 하나의 다이에 시스템 온 칩(SoC)을 구성하기에 적합하다.

## 기술적 특징
| 아키텍처           | 64비트 ARMv8-A (AArch64 전용)                           |
| 멀티 코어          | 최대 4개 코어                                           |
| 슈퍼스칼라         | 부분                                                    |
| 파이프라인         | 순서대로 (ARM Cortex-A53 및 ARM Cortex-A55와 유사)      |
| L1 I-캐시 / D-캐시 | 8k-64k                                                  |
| L2 캐시            | 128KB-1MB                                               |
| ISA 지원           | 64비트 전용 AArch64 ARM NEON TrustZone VFPv4 부동소수점 |
| 디버그 및 트레이스 | CoreSight SoC-400                                       |

## 같이 보기
- ARMv8-A 코어 비교, ARMv8 계열
- ARMv7-A 코어 비교, ARMv7 계열